# Operacja wiedeńska
Operacja wiedeńska, ofensywa wiedeńska – operacja ofensywna Armii Czerwonej przeprowadzona między 16 marca a 13 kwietnia 1945 roku podczas II wojny światowej w celu zdobycia Wiednia. 
Po zdobyciu Budapesztu 13 lutego 1945 roku Armia Czerwona otrzymała rozkaz wykonania nowej ofensywy w kierunku Wiednia i Bratysławy. Działania Armii Czerwonej uprzedziła ofensywa niemiecka w rejonie jeziora Balaton skierowana przeciwko 3 Frontowi Ukraińskiemu. Niemieckie uderzenie zostało odparte przez oddziały radzieckie, przy ciężkich stratach dla strony niemieckiej. 16 marca Armia Czerwona przystąpiła do własnej ofensywy. Oddziały 2. i 3. Frontu Ukraińskiego szybko nacierały przez zachodnie Węgry, niszcząc i rozbijając napotkane na drodze niemieckie linie obronne i jednostki. Pod koniec marca siły radzieckie przekroczyły granicę austriacko-węgierską, docierając na początku kwietnia w okolice Wiednia. Ciężkie walki uliczne w Wiedniu trwały przez kilka dni. 13 kwietnia garnizon niemiecki skapitulował. Po operacji wiedeńskiej część wojsk Armii Czerwonej kontynuowała natarcie w głąb Austrii, a inne skierowały się w kierunku Czech w celu zajęcia pozycji do uderzenia na Pragę.

## Tło operacji

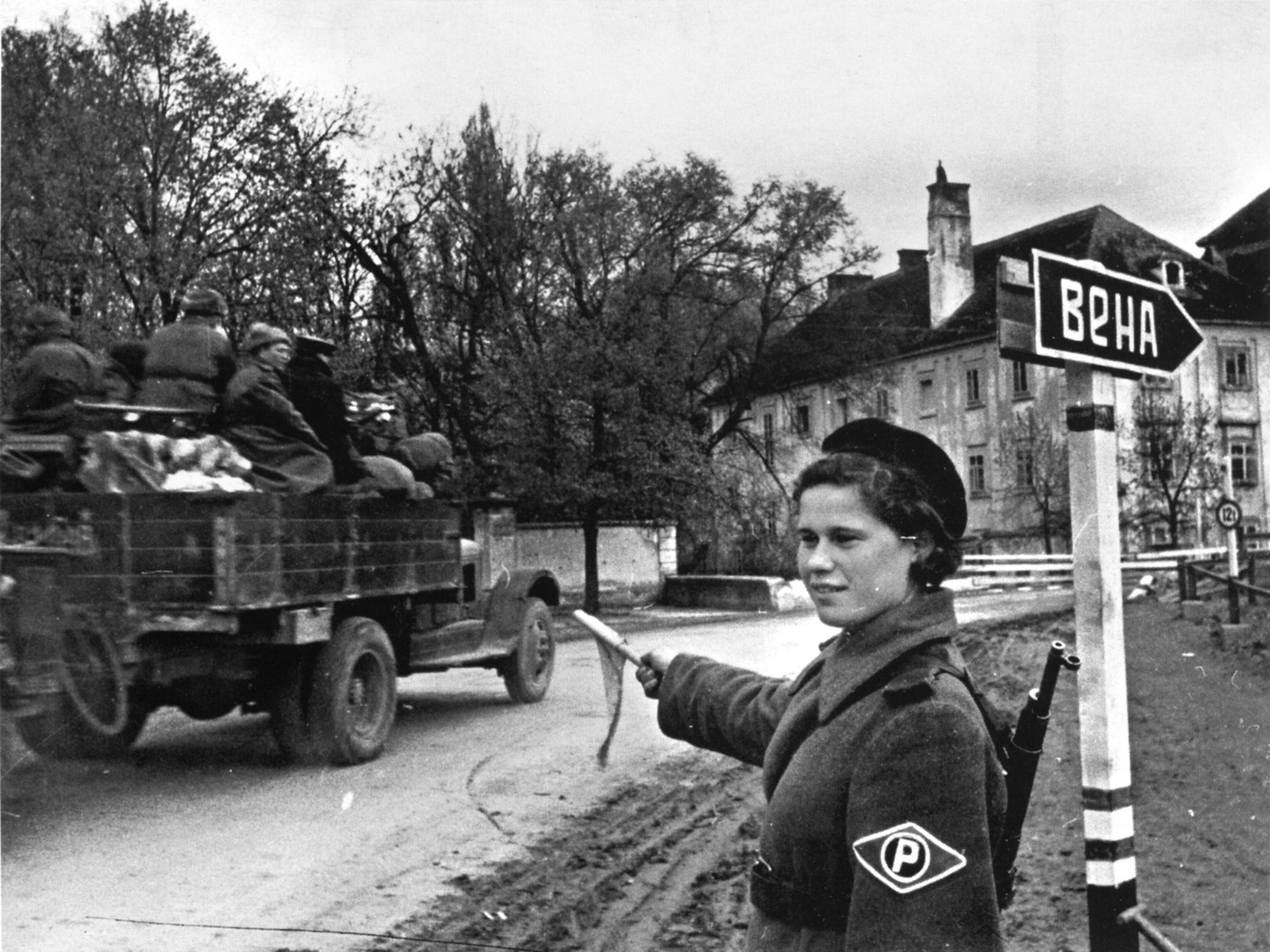
Radziecka żołnierka ze służby kierowania ruchem przy drodze prowadzącej do Wiednia

Wcześniejsze ustalenia Stalina z aliantami zachodnimi przed kwietniem 1945 roku dotyczyły powojennych wpływów politycznych każdej z zainteresowanych stron w odniesieniu do Europy Wschodniej i Środkowej. Jednakże ustalenia te nie mówiły kompletnie nic na temat losu Austrii, która od Anschlussu oficjalnie uważana była za południowowschodni teren III Rzeszy, a więc terytorium nieprzyjaciela.
17 lutego 1945 roku, cztery dni po zdobyciu Budapesztu, dowódcy 2 Frontu Ukraińskiego marsz. Rodion Malinowski i 3 Frontu Ukraińskiego marsz. Fiodor Tołbuchin, otrzymali dyrektywę Stawki o rozpoczęciu przygotowań do ofensywy na kierunku Bratysława – Brno i Wiedeń. Do wykonania tego zadania Malinowski otrzymał dodatkowo Dunajską Flotyllę Wojskową oraz – z odwodów Stawki – doborową 9 Gwardyjską Armię generała Wasilija Głagolewa. Zgodnie z rozkazem nr 11027 wojska Malinowskiego, w sile 7. i 9 Gwardyjskiej Armii, 53 Armii, 6 Gwardyjskiej Armii Pancernej generała Andrieja Krawczenki oraz grupy konno-zmechanizowanej, miały nacierać na Nowe Zamki, Malacky, Znojmo. Jednocześnie wzdłuż prawego brzegu Dunaju miała uderzać 46 Armia wzmocniona 2 Gwardyjskim Korpusem Zmechanizowanym i dywizją artylerii. Dowódcy 2 Frontu Ukraińskiego nakazano wyzwolenie Bratysławy, nie później niż dwudziestego dnia operacji zajęcie Brna, a następnie, we współdziałaniu z 3 Frontem Ukraińskim, zdobycie Wiednia. Oddziały Armii Czerwonej znajdujące się na Węgrzech otrzymały zadanie wykonania dwóch silnych uderzeń, które miały rozciąć niemieckie ugrupowanie w zachodnich Węgrzech. Jedno było ukierunkowane na Várpalota – Pápa przeciwko 6 Armii Pancernej SS, a drugie w kierunku Esztergom – Tata. Następnie ofensywa miała być kontynuowana wzdłuż Dunaju na Sopron i Wiedeń. W operacji miały wziąć udział prawe skrzydło 3 Frontu Ukraińskiego i lewe 2 Frontu Ukraińskiego. Początek operacji wyznaczono na 15 marca. 
Tymczasem Niemcy postanowili rozbić armie Tołbuchina i odrzucić je za Dunaj. 17 lutego z okolic miasta Komárno uderzyli niespodziewanie w skrzydło 7 Gwardyjskiej Armii w pobliżu Esztergomu. Radzieccy dowódcy twierdzili, że wróg rzucił do boju około 400 czołgów i dział szturmowych. Okazało się, że mają do czynienia z biorącą udział w operacji Frühlingserwachen 6 Armią Pancerną SS Seppa Dietricha. W rezultacie tej ostatniej wielkiej ofensywy Wehrmacht stracił 40 tys. ludzi, 300 dział i moździerzy, ponad 500 czołgów i dział samobieżnych, około 500 samochodów pancernych i 50 samolotów. Teraz resztki tych formacji zaczepnych wycofywały się stopniowo w kierunku Wiednia. Tak więc w połowie marca 1945 roku siły 3 Frontu Ukraińskiego Tołbuchina i 2 Frontu Ukraińskiego Malinowskiego znajdowały się wciąż na Węgrzech, skoncentrowane na obu brzegach Dunaju.

## Przebieg operacji

### Ofensywa w kierunku Wiednia

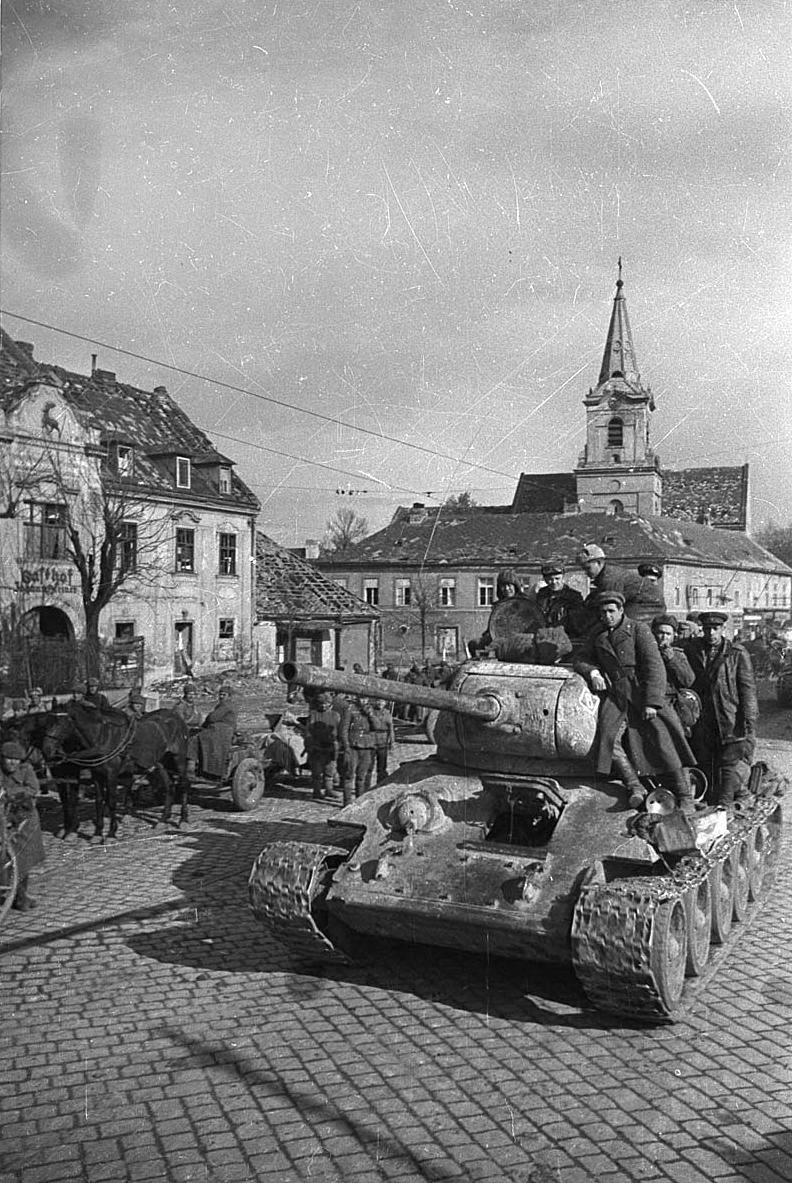
Kolumna wojsk sowieckich z czołgiem T-34-85 w Schwechat

16 marca do ofensywy przystąpiły oddziały prawego skrzydła 3 Frontu Ukraińskiego. Dwa dni później wojskom radzieckim udało się przebić obronę niemiecką na szerokości 30 km i głębokości 10 km. Szybkie postępy 3 Frontu Ukraińskiego oznaczały poważne zagrożenie dla zgrupowania pancernego pod Székesfehérvár, któremu groziło okrążenie. Z tego powodu Niemcy zdecydowali się na dostarczenie posiłków, by powstrzymać natarcie radzieckie. 9 Gwardyjska Armia razem z przeniesioną w ten rejon 19 marca 6 Gwardyjską Armią Pancerną złamały niemiecką obronę i ruszyły do ataku na Veszprém w celu oskrzydlenia 6 Armii Pancernej SS na wschód od linii Várpalota – Balaton. Dowództwo Grupy Armii "Południe" rozkazało w tej sytuacji odwrót. W trakcie odwrotu doszło jednak do załamania się dowodzenia i wycofywanie się przebiegało nieudolnie. W tym samym czasie 46 Armia 2 Frontu Ukraińskiego próbowała okrążyć zgrupowanie niemieckiej 6 Armii w rejonie Esztergom – Tata. Armii Czerwonej powiodło się okrążenie tego zgrupowania i do 25 marca wojska radzieckie zniszczyły jego główne siły. 26 marca obydwa fronty ukraińskie przystąpiły do uderzenia na Wiedeń.
Szybko nacierające w kierunku Sopronu prawe skrzydło 3 Frontu Ukraińskiego w nocy z 27 na 28 marca sforsowało Rabę i zlikwidowało niemiecką linię obrony na tej rubieży. Prawe skrzydło posunęło się tak daleko w kierunku Sopronu i Szombathely, że niemiecka 2 Armia Pancerna broniąca rejonu Nagykanizsa została od północy otoczona przez nie. W obawie przed całkowitym okrążeniem 28 marca 2 Armia Pancerna rozpoczęła odwrót z zajmowanych pozycji. 1 kwietnia lewe skrzydło 3 Frontu Ukraińskiego zajęło Nagykanizsa będące centrum węgierskiego rejonu naftowego.
Tymczasem siły 2 Frontu Ukraińskiego likwidowały oddziały wroga wzdłuż południowego brzegu Dunaju. Do 28 marca 46 Armia tego frontu odepchnęła oddziały niemieckie z brzegu rzeki na odcinku do Esztergomu, zajmując miasta Győr i Komárom. Od 25 marca paralelnie do północnego brzegu Dunaju w kierunku Bratysławy atakowały 7 Gwardyjska Armia i 53 Armia 2 Frontu Ukraińskiego. Do 31 marca zdobyły one Nitrę i sforsowały Wag. W rezultacie szerokość frontu, którym nacierały 2. i 3. Front Ukraiński, wynosiła już 200 km.
Wojska niemieckie usiłowały powstrzymać natarcie Armii Czerwonej na trzeciej linii obrony (wzdłuż granicy austriacko-węgierskiej). Radziecka ofensywa przebiegała jednak tak szybko, że 30 marca prawe skrzydło 3 Frontu Ukraińskiego złamało tę linię z marszu na szerokości 20 km. Do 4 kwietnia oddziały tego frontu znajdowały się 20 km w głąb Austrii. Zdobyte zostały węgierski Sopron i austriackie Wiener Neustadt oraz Baden. 4 kwietnia żołnierze 2 Frontu Ukraińskiego wyzwolili Bratysławę. Między 4 a 6 kwietnia siły 6 Gwardyjskiej Armii Pancernej, 9. i 4. Gwardyjskiej Armii otoczyły Wiedeń od południa, tworząc poważne zagrożenie dla oddziałów niemieckich w samym mieście, którym groziło całkowite okrążenie. Zadanie okrążenia Wiednia od północy otrzymała 46 Armia 2 Frontu Ukraińskiego. Z tego powodu została ona przesunięta z południowego na północny brzeg Dunaju. Obszar na północ od Bratysławy miała chronić 7 Gwardyjska Armia.

### Szturm Wiednia

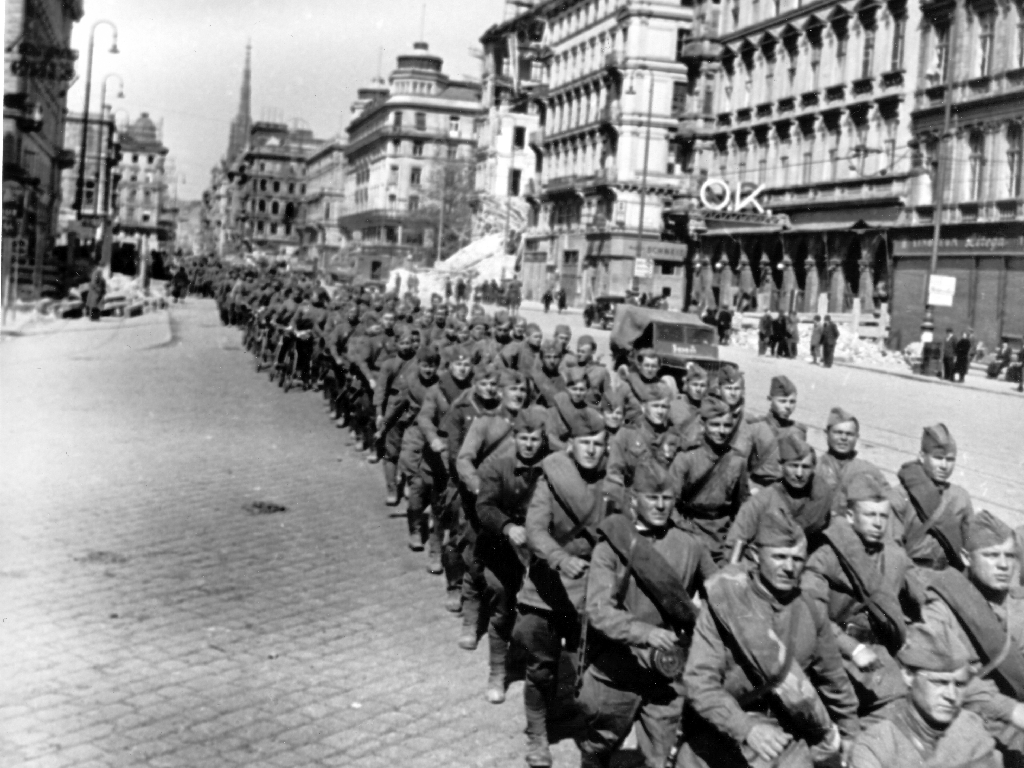
Żołnierze radzieccy w Wiedniu

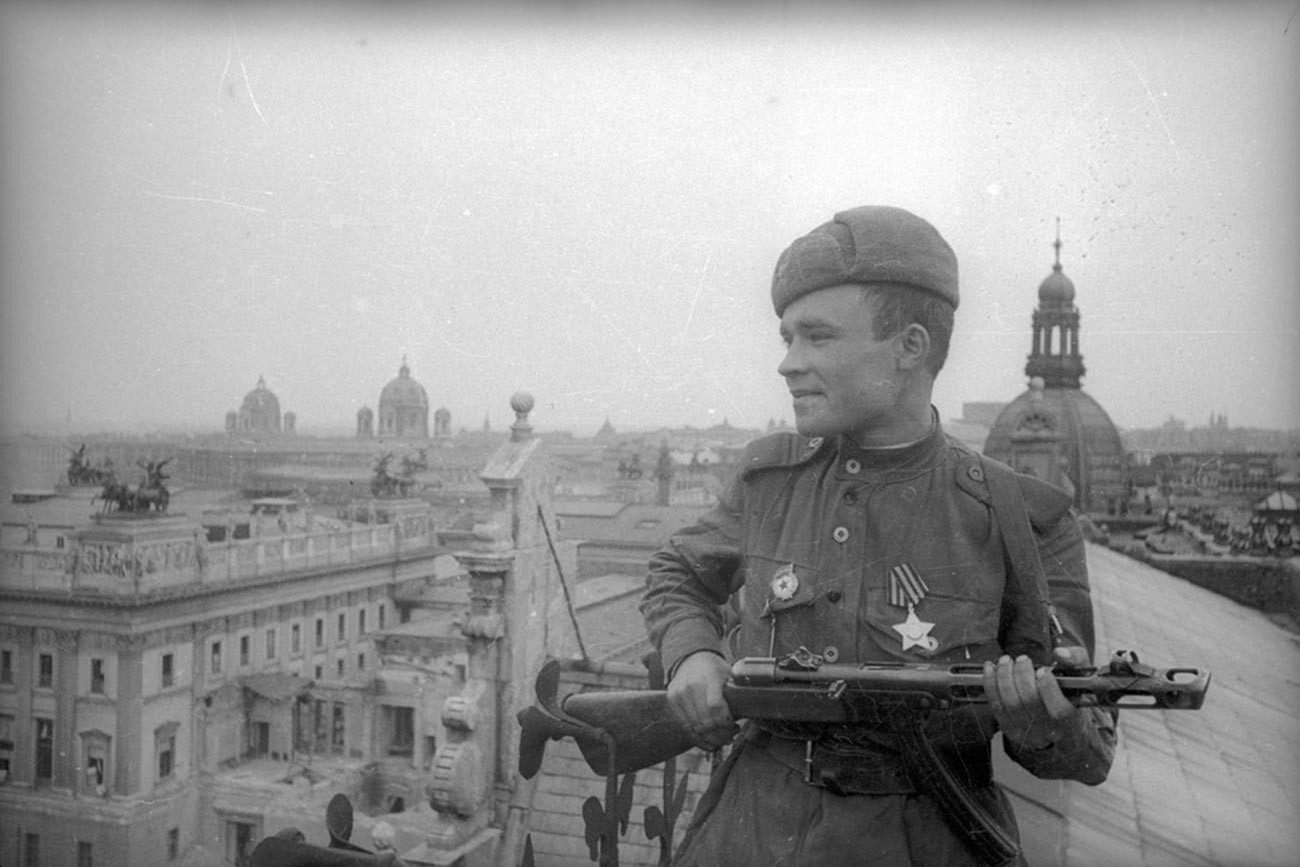
Sowiecki żołnierz na gmachu parlamentu w Wiedniu

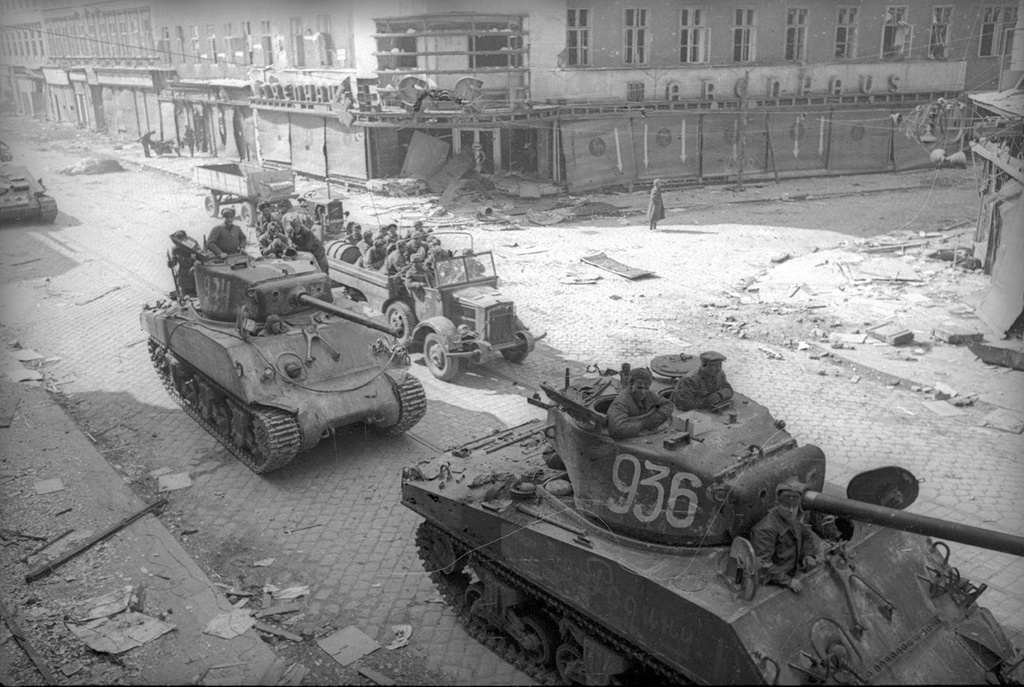
Sowieckie czołgi M4 Sherman z programu lend-lease w Wiedniu

Po dotarciu do rejonu Wiednia armie radzieckie okrążyły, oblegały i atakowały miasto, a w akcji brały udział 4 Gwardyjska Armia, 6 Gwardyjska Armia Pancerna, 9 Gwardyjska Armia 3 Frontu Ukraińskiego i 46 Armia 2 Frontu Ukraińskiego. Austriacka grupa ruchu oporu O-5 pod dowództwem Carla Szokolla chcąc uratować Wiedeń przed zniszczeniem aktywnie próbowała sabotować siły niemieckie, aby wspomóc wejście Armii Czerwonej.
Jedynym poważniejszym zgrupowaniem niemieckim, które miało stawić czoło Armii Czerwonej był II Korpus Pancerny SS będący częścią 6 Armii Pancernej SS. Korpus wspomagany był przez naprędce utworzone siły składające się z jednostek garnizonowych i obrony przeciwlotniczej. Wiedeń, który został uznany za region obronny dowodzony był przez gen. Rudolfa von Bünau, a dowódcą wspomnianego korpusu był gen. SS Wilhelm Bittrich.
W czasie bitwy dochodziło do zaciętych walk ulicznych, choć były też takie części miasta, w których Armia Czerwona posuwała się bez większego oporu. W parku Prater broniła się 6 Dywizja Pancerna, na południu obronę stanowiły 2 Dywizja Pancerna SS "Das Reich" i 3 Dywizja Pancerna SS "Totenkopf", a na północy Dywizja Grenadierów Führera. Sowieci zaatakowali wschodnie i południowe przedmieścia miasta 4 Gwardyjską Armią i częściowo 9 Gwardyjską Armią. Obrońcom udawało się trzymać wroga poza południowymi przedmieściami do 7 kwietnia. Jednak po zakończonym sukcesem opanowaniu kilku przyczółków w południowych przedmieściach Armia Czerwona ruszyła na przedmieścia zachodnie 8 kwietnia 6 Gwardyjską Armią Pancerną i przeważającymi siłami 9 Gwardyjskiej Armii. Przedmieścia zachodnie były szczególnie ważne dla Sowietów, ponieważ znajdowała się tam główna stacja kolejowa. Powodzenie wojsk radzieckich w zachodniej części miasta jeszcze tego samego dnia przełożyło się na sukcesy w częściach wschodniej i północnej. Na północ od Dunaju podążała w kierunku zachodnim 46 Armia przechodząc przez północne przedmieścia miasta. Śródmieście Wiednia zostało tym samym odcięte od reszty Austrii. 
9 kwietnia wojska radzieckie zaczęły zajmować śródmieście, choć walki uliczne toczyły się jeszcze przez kilka dni. W nocy 11 kwietnia 4 Gwardyjska Armia zaatakowała kanały na Dunaju, kierując się na most Reichsbrücke wraz z 20 Gwardyjskim Korpusem Strzeleckim i 1 Gwardyjskim Korpusem Zmechanizowanym. Śmiałym atakiem 13 kwietnia Flotylla Dunajska wysadziła wojska po obu brzegach mostu (80 Gwardyjska Dywizja Strzelecka i 7 Gwardyjska Dywizja Powietrznodesantowa), które przecięły kable ładunków wybuchowych i tym samym zabezpieczyły most. Jednak inne mosty zostały zniszczone. Wiedeń ostatecznie padł tego samego dnia po poddaniu się ostatnich obrońców. Jednakże korpus pancerny SS Bittricha wieczorem 13 kwietnia wycofał się na zachód w celu uniknięcia okrążenia. Tego samego dnia 46 Armia zajęła Essling, a Flotylla Dunajska wysadziła piechotę morską koło miasta Klosterneuburg. 
Podczas gdy walki uliczne w południowych i zachodnich przedmieściach Wiednia rosły na sile 8 kwietnia, inne jednostki 3 Frontu Ukraińskiego ominęły Wiedeń i skierowały się na Linz i Graz.

## Po operacji

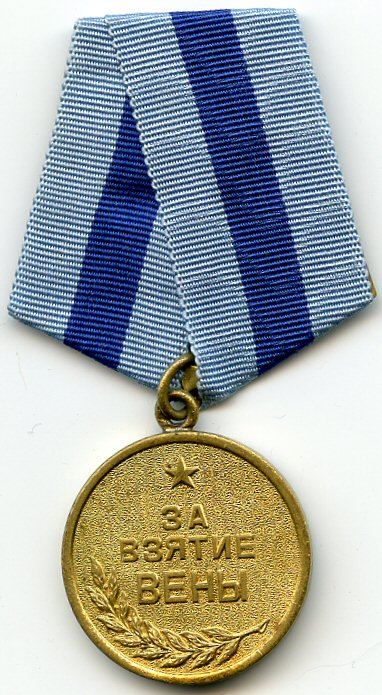
Medal „Za zdobycie Wiednia”

W połowie kwietnia armie 3 Frontu Ukraińskiego wdarły się jeszcze głębiej na terytorium Austrii. Kompletnie wyczerpane pozostałości 6 Armii Pancernej SS zmuszone były do ucieczki w rejon pomiędzy Wiedniem i Linzem. W pogoń za nimi ruszyły jednostki 9 Gwardyjskiej Armii i 46 Armii. 26. i 27. Armia 3 Frontu Ukraińskiego kierowały się w rejon Grazu tuż za uciekającą 6 Armią. 57 Armia i 1 Armia bułgarska, także 3 Frontu Ukraińskiego, kierowały się w rejon na południe od Grazu (niedaleko Mariboru) w pogoni za uciekającą 2 Armią Pancerną. Żadna z niemieckich jednostek nie była w stanie stawić ciągłego oporu wojskom radzieckim, poza chwilowym opóźnianiem marszu jednostek wroga. 
Wiele budynków Wiednia legło w gruzach. Nie było wody, elektryczności, gazu, a w związku z brakiem sił policyjnych bandy złożone zarówno z obcokrajowców, jak i Austriaków, atakowały i rabowały pozostawionych na łaskę losu mieszkańców Wiednia.
Tak jak Bittrich, generał Rudolf von Bünau opuścił Wiedeń przed jego upadkiem w celu uniknięcia pojmania przez Sowietów. Od 16 kwietnia do zakończenia wojny dowodził on Generalkommando von Bünau, poddając się Amerykanom w Dzień Zwycięstwa. Von Bünau był jeńcem do kwietnia 1947 roku. Wilhelm Bittrich także poddał się Amerykanom i był jeńcem aliantów do roku 1954. Fiodor Tołbuchin objął dowództwo Południowej Grupy Wojsk Radzieckich i Zakaukaskiego Okręgu Wojskowego, aż do swojej śmierci w roku 1949 z powodu choroby serca. Rodion Malinowski w latach 1947–1956 był dowódcą Dalekowschodniego Okręgu Wojskowego, a od 1957 roku ministrem obrony ZSRR. Stanowisko to sprawował do swojej śmierci w 1967 roku.
Austriacki polityk Karl Renner w kwietniu 1945 roku, za milczącą zgodą okupacyjnych władz radzieckich, powołał w Wiedniu rząd tymczasowy i ogłosił oderwanie Austrii od III Rzeszy.

## Straty

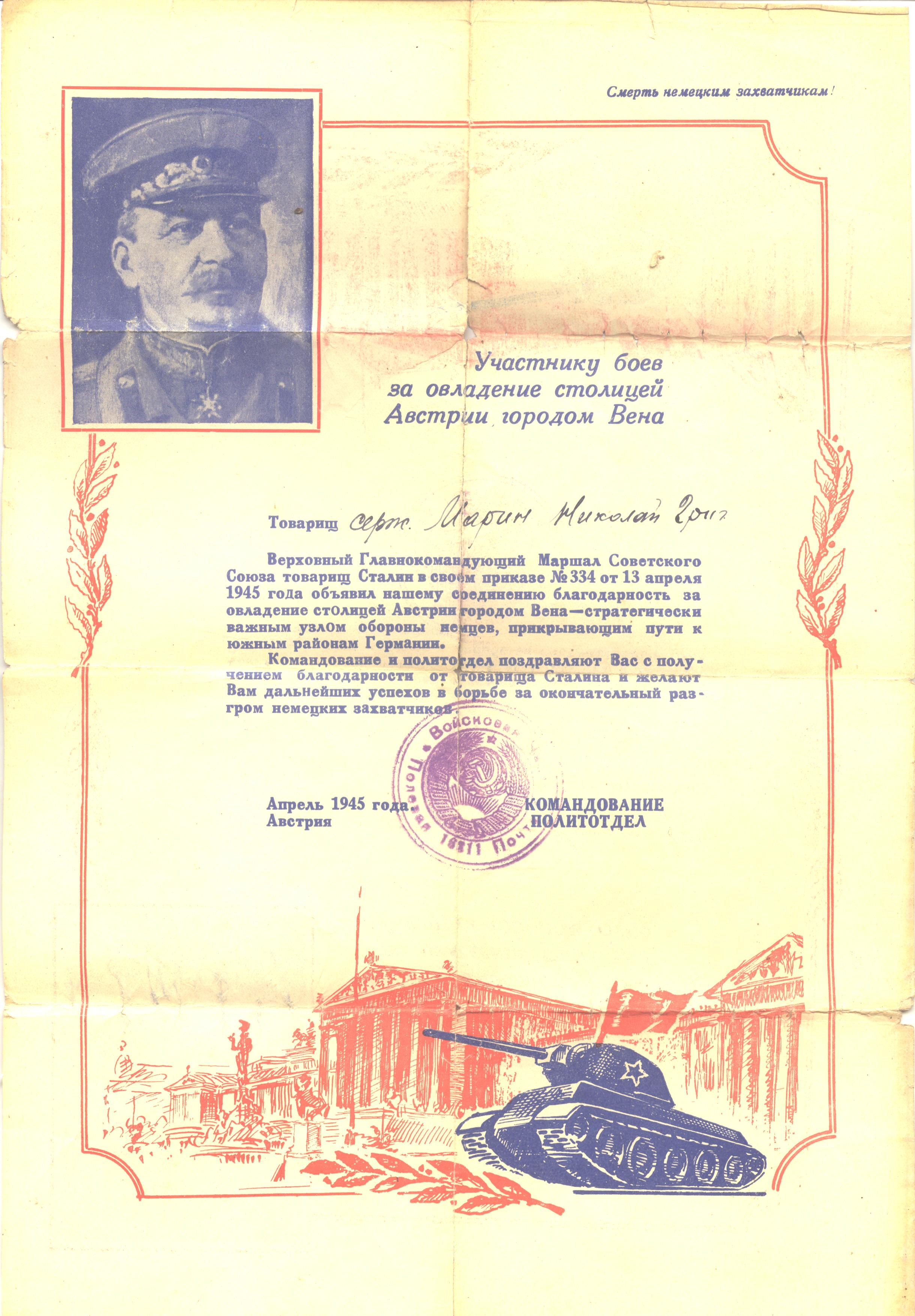
Wdzięczność Stalina dla jednego z uczestników operacji

Armia Czerwona rozbiła trzydzieści dwie dywizje niemieckie. Poległo około 19 000 oficerów i żołnierzy, a ponad 130 000 dostało się do niewoli. Niemcy stracili 1345 czołgów i dział samobieżnych oraz 2250 dział i moździerzy. Wojska obu Frontów Ukraińskich straciły podczas tej operacji 41 359 zabitych i 136 386 rannych (oddziały bułgarskie straciły około 9800 ludzi), około 800 dział i moździerzy, 600 czołgów i dział pancernych, ponad 600 samolotów.